# منيشد (اسماعيلية)
منيشد (بالفارسية: منیشد) هي قرية وتقع في إيران في قسم إسماعيلية الريفي. يقدر عدد سكانها بـ 48 نسمة بحسب إحصاء 2016.